# Contea di Zhengyang
La contea di Zhengyang (正阳县S, Zhèngyáng XiànP) è una contea della Cina, situata nella provincia di Henan e amministrata dalla prefettura di Zhumadian.